# Рутвайлер
Рутвайлер (нім. Ruthweiler) — громада в Німеччині, розташована в землі Рейнланд-Пфальц. Входить до складу району Кузель. Складова частина об'єднання громад Кузель.
Площа — 3,31 км2. Населення становить 453 ос. (станом на 31 грудня 2020).